# Clermontia tuberculata
Clermontia tuberculata är en klockväxtart som beskrevs av Charles Noyes Forbes. Clermontia tuberculata ingår i släktet Clermontia, och familjen klockväxter. Inga underarter finns listade i Catalogue of Life.